# 黄金井力良
黄金井 力良（こがねい りきら、1986年3月4日 - ）は、埼玉県出身の競艇選手。登録番号4432。身長172cm。血液型A型。100期。埼玉支部所属。祖父は元競輪選手の黄金井光良（2000年3月5日引退）、父も競輪選手の黄金井憲（54期）、妹は2010パラオ国際親善大使選考大会グランプリ受賞の黄金井美衣、妻は元競艇選手の中西裕子（登録番号4282）、同期に鎌倉涼、桐生順平、青木玄太らがいる。

## 来歴
- やまと競艇学校時代、リーグ戦勝率6.31（準優出6　優出5）の成績を残した。
- 2007年5月24日、戸田競艇場でデビュー（5着）。
- 2007年7月3日、多摩川競艇場での「第8回JLCカップ」で初勝利（14走目）。
- 2010年4月29日、江戸川競艇場での「第34回東京中日スポーツ杯」で初優出（6着）。